# 座頭市兇狀旅
《座頭市兇狀旅》（座頭市兇状旅）為1963年上映的時代劇，原作為子母澤寬的同名作品，是大映製作「座頭市系列」的第四部。

## 演員表
- 座頭市：勝新太郎
- 諾蒲：高田美和
- 阿種：萬里昌代
- 下仁田佐吉：成田純一郎
- 文珠之喜助：小林勝彥
- 棚倉蛾十郎：北城壽太郎
- 國定忠治：名和宏
- 小幡屋島藏：松居茂美
- 阿木：村瀨幸子
- 矢切的東九郎：安部徹
- 女郎：若杉曜子
- 阿里：近江輝子
- 大岸粂太郎：嵐三右衛門
- 紬的卯之助：羅門光三郎
- 澤形的伊作：水原浩一
- 儀十：石原須磨男
- 小藤次：沖時男
- 駒八：濱田雄史
- 岩松：堀北幸夫
- 商人：藤川準
- 舟吉：岩田正
- 越川一：千代松
- 玄龍：加賀美健一
- 清六：志賀明
- 寅德平：大杉潤
- 雲齋坊：山岡鋭二郎
- 菊三：黑木英男
- 阿勝：谷口和子

## 製作人員
- 企劃：久保寺生郎
- 導演：田中德三
- 原作：子母澤寬
- 編劇：星川清司、犬塚稔(修辭)
- 攝影：牧浦地志
- 美術：太田誠一
- 照明：中岡源權
- 錄音：長岡榮
- 音樂：伊福部昭
- 剪輯：山田弘
- 色彩技術：小池清茂
- 副導演：土井茂
- 製作主任：田邊滿

## 外部連結
- 座頭市兇状旅 （页面存档备份，存于）（日語）
- 座頭市兇狀旅（日語）

Template:田中德三監督作品